# درق (مرند)
درق یکی از روستاهای استان آذربایجان شرقی است که در دهستان زنوزق بخش مرکزی شهرستان مرند واقع شده‌است. روستای بسیار زیبا با مردمانی مهمانواز